# Мамедов, Адиль Давуд оглы
Адиль Давуд оглы Мамедов (азерб. Adil Məmməd oğlu Məmmədov; род. 16 марта 1946, Закаталы) — советский азербайджанский нефтяник, лауреат Государственной премии СССР (1984).

## Биография
Родился 16 марта 1946 года в городе Закаталы Закатальского района Азербайджанской ССР.
С 1964 года — оператор, с 1969 года — мастер по ремонту скважин и бригадир комсомольско-молодёжной бригады производственного объединения по добыче нефти и газа имени XXII съезда КПСС.
Адиль Мамедов проявил себя, как умелый и трудолюбивый работник. Мамедов предложил создать новую технологию реконструкции оборудования, его идею поддержал коллектив бригады под его руководством и руководство производственного объединения. За период одиннадцатой пятилетки коллектив бригады отремонтировал более 100 скважин сверх плана. Секретом столь высоких результатов стала сплоченность коллектива, в котором каждый был готов помочь товарищу, в этом немалую роль сыграли и наставнические советы Адиля Мамедова. Нефтянику не представляло трудностей освоение дополнительных профессий, он с легкостью управлял и подъёмной установкой, и автоматом по монтажу труб, и любым другим оборудованием, применяемым при ремонте скважин.
Постановлением ЦК КПСС и Совета Министров СССР от 7 ноября 1984 года, за большой личный вклад в увеличение добычи нефти и газа Мамедову Адиль Давуд оглы присуждена Государственная премия СССР.
Активно участвовал в общественной жизни Азербайджана. Член КПСС с 1973 года.
Проживает в Ясамальском районе города Баку.